# Hœrdt
Hœrdt település Franciaországban, Bas-Rhin megyében. Lakosainak száma 4557 fő (2022. január 1.). Hœrdt La Wantzenau, Bietlenheim, Geudertheim, Kilstett, Vendenheim és Weyersheim községekkel határos.

## Népesség
A település népességének változása:
| Lakosok száma | 4382 | 4337 | 4384 | 4370 | 4442 | 4514 | 4586 | 4565 | 4557 |
|               | 2013 | 2015 | 2016 | 2017 | 2018 | 2019 | 2020 | 2021 | 2022 |